# Реджайна (Нью-Мексико)
Реджайна (англ. Regina) — переписна місцевість (CDP) в США, в окрузі Сандовал штату Нью-Мексико. Населення — 73 особи (2020).

## Географія
Реджайна розташована за координатами 36°11′42″ пн. ш. 106°56′45″ зх. д. / 36.19500° пн. ш. 106.94583° зх. д. (36.194980, -106.945821).  За даними Бюро перепису населення США в 2010 році переписна місцевість мала площу 18,92 км², з яких 18,82 км² — суходіл та 0,11 км² — водойми.

## Демографія
Згідно з переписом 2010 року, у переписній місцевості мешкало 105 осіб у 53 домогосподарствах у складі 34 родин. Густота населення становила 6 осіб/км².  Було 130 помешкань (7/км²).
Расовий склад населення:
| - 85,7 % — білих - 2,9 % — корінних американців - 7,6 % — осіб інших рас |

До двох чи більше рас належало 3,8 %. Частка іспаномовних становила 24,8 % від усіх жителів.
За віковим діапазоном населення розподілялося таким чином: 10,5 % — особи молодші 18 років, 66,6 % — особи у віці 18—64 років, 22,9 % — особи у віці 65 років та старші. Медіана віку мешканця становила 54,1 року. На 100 осіб жіночої статі у переписній місцевості припадало 94,4 чоловіків;  на 100 жінок у віці від 18 років та старших — 91,8 чоловіків також старших 18 років.
Цивільне працевлаштоване населення становило 0 осіб. 